# Heterorachis platti
Heterorachis platti är en fjärilsart som beskrevs av Antonius Johannes Theodorus Janse 1935. Heterorachis platti ingår i släktet Heterorachis och familjen mätare. Inga underarter finns listade i Catalogue of Life.